# Drehteil (Bauteil)
Als Drehteil werden traditionell Bauteile mit kreisförmigem Querschnitt bezeichnet, die sich ursprünglich nur mit dem Verfahren des Drehens präzise und wirtschaftlich fertigen ließen. Dazu gehören etwa Bolzen, Buchsen, Wellen, Achsen, Spindeln, Wälzkörper oder Schrauben. 
Diese historische Bedeutung ist in den Namen von Unternehmen und für ihr Sortiment nach wie vor üblich, auch wenn manche der Bauteile heute mit anderen Verfahren hergestellt werden können (wie Schrauben durch Fließpressen) beziehungsweise auf CNC-Drehmaschinen neben dem Drehen auch weitere Verfahren möglich sind, sodass die Formen der auf ihnen hergestellten Teile vielfältiger sind.